# Bioncourt
Bioncourt é uma comuna francesa na região administrativa de Grande Leste, no departamento de Mosela. Estende-se por uma área de 8,21 km². Em 2010 a comuna tinha 307 habitantes (densidade: 37,4 hab./km²).